# Eendekker

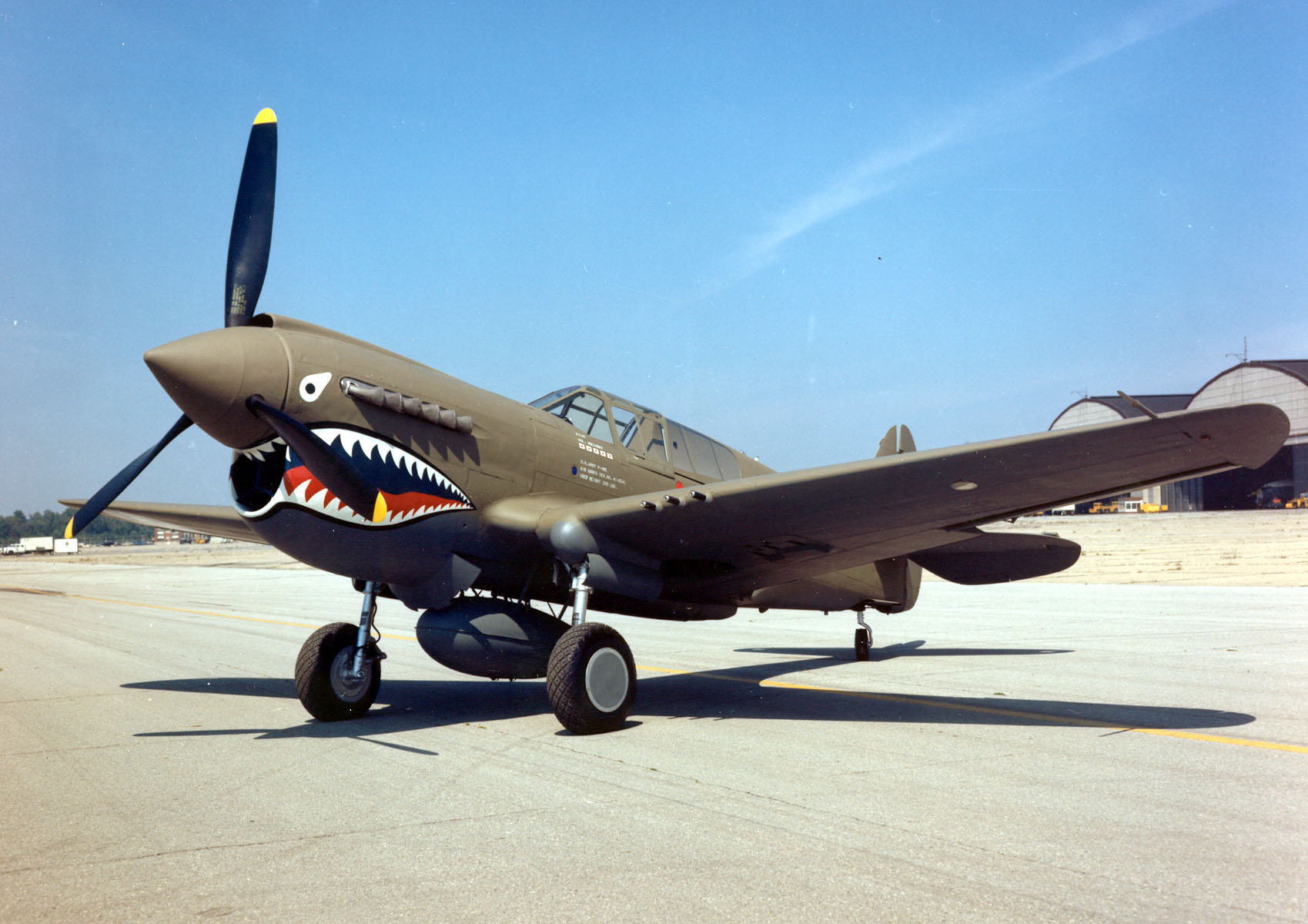
Een Curtiss P-40 Warhawk met lage vleugels

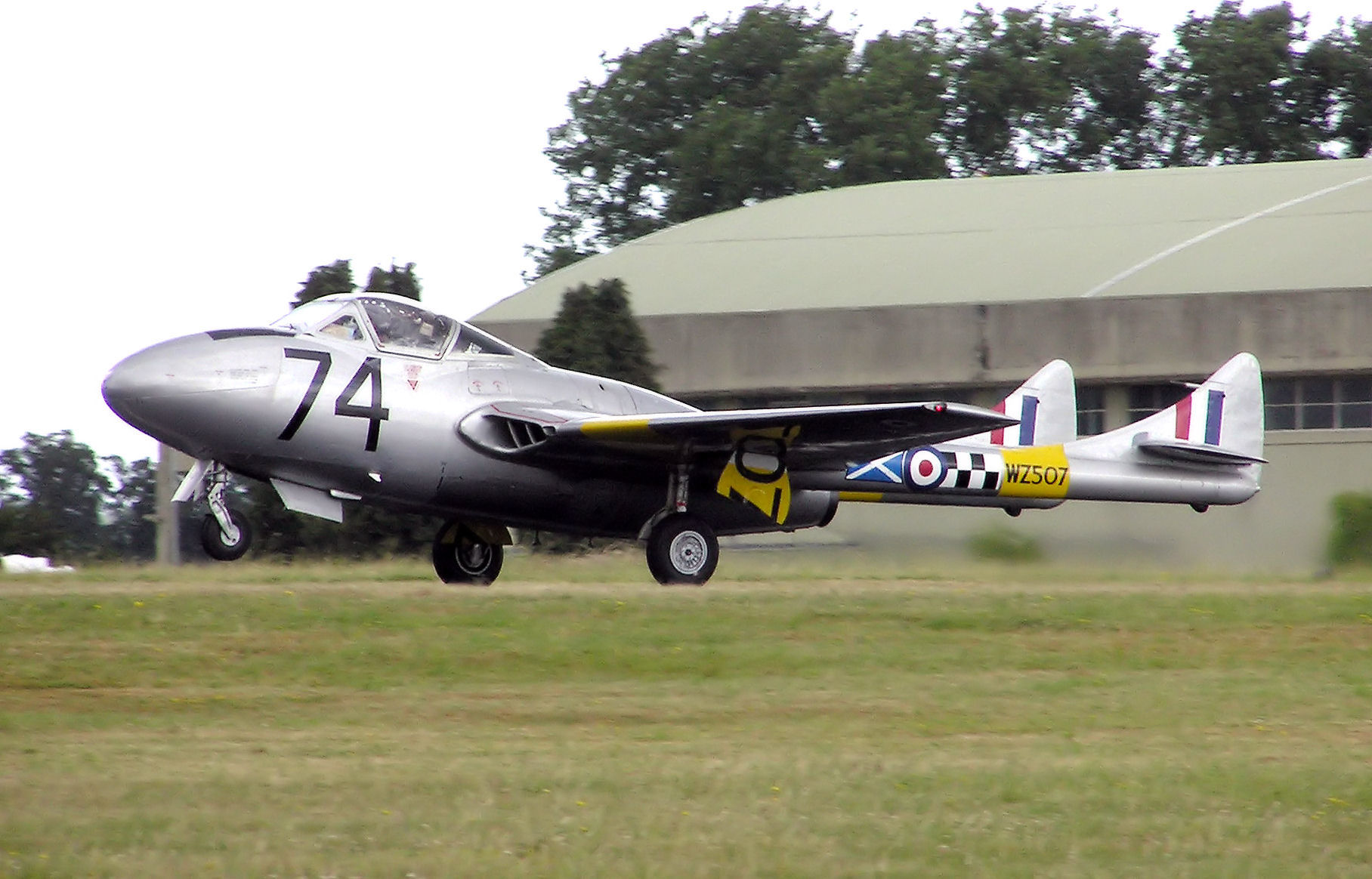
Een de Havilland Vampire T11. met vleugels in het midden

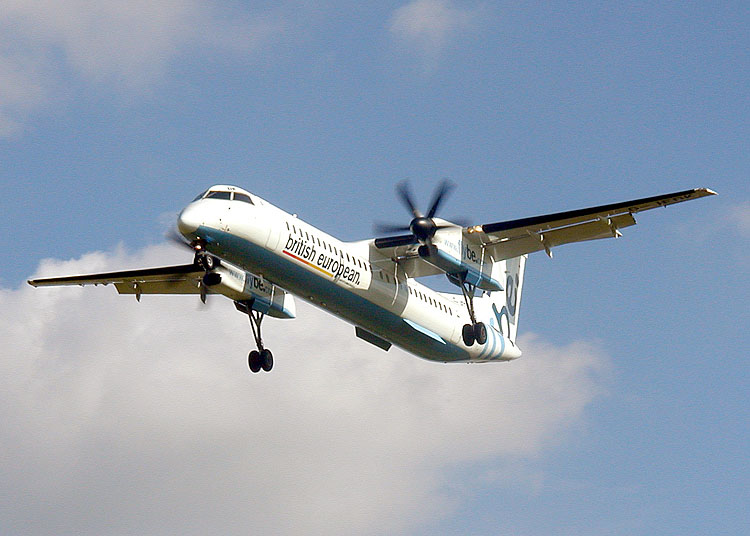
Een Havilland Canada Dash 8 met hoge vleugels.

Een schematische weergave van een eendekker met parasolvleugels.

Een eendekker is een type vliegtuig met één paar vleugels, in tegenstelling tot een meerdekker. De eendekker is sinds de jaren 30 van de 20e eeuw het meest voorkomende model voor vliegtuigen.

## Typen
De eendekker kent verschillende typen, afhankelijk van op welke hoogte de vleugels aan de vliegtuigromp vastzitten.
- Lage vleugels; de onderkant van de vleugel bevindt zich op gelijke hoogte met, of lager dan, de bodem van de romp; "laagdekker" genoemd.
- Middenvleugels; de vleugels bevinden zich halverwege de romp.
- Schoudervleugels; de vleugels bevinden zich net boven het midden van de romp.
- Hoge vleugels; de bovenkant van de vleugels zit op gelijke hoogte met, of hoger dan, de bovenkant van de romp; "hoogdekker" genoemd.
- Parasolvleugels; de vleugels bevinden zich boven de romp, en zijn niet rechtstreeks aan de romp vastgemaakt, maar zijn via een speciale constructie met de romp verbonden.

## Geschiedenis
De eerste eendekker was mogelijk de Du Temple-eendekker, gebouwd in 1874 door Felix du Temple de la Croix. Dit was een groot vliegtuig gemaakt van aluminium, met een spanwijdte van 13 meter en een gewicht van 80 kilogram. Er werden meerdere testen gedaan met het vliegtuig, waarbij het in elk geval uit zichzelf een stukje van de grond kwam. Daarmee was dit mogelijk de eerste succesvolle vlucht in de geschiedenis van de luchtvaart, al is dit onderwerp van discussie daar men verschillende criteria kan hanteren over wat wel en wat niet als “vlucht” geldt. 
Een ander oud ontwerp van de eendekker stamt uit 1884, en komt van de Russische uitvinder Alexander Mozjajski. Zijn ontwerp bevat al een aantal kenmerken van hedendaagse vliegtuigen, zoals de romp, vleugels, propellers en chassis.
Richard Pearse uit Nieuw-Zeeland bouwde in maart 1903 een eendekker, maar zijn uitvinding verkreeg geen bekendheid en was derhalve niet van invloed op de ontwikkeling van het vliegtuig. Op 18 maart 1906 maakte de Roemeense uitvinder Traian Vuia een voorloper van de eendekker. 
De eerste succesvolle vliegtuigen waren allemaal tweedekkers, maar toch bleef men experimenteren met eendekkers. Zo vloog Louis Blériot in 1909 over Het Kanaal in een eendekker die hij zelf had ontworpen. In 1909 en 1910 vestigde Hubert Latham verschillende hoogterecords met zijn Antoinette IV-eendekker. De Fokker Eindecker uit 1915 was een succesvol jachtvliegtuig.
Ondanks deze prestaties werden maar relatief weinig eendekkers gebouwd tussen 1914 en de late jaren 20. De voornaamste reden hiervoor was dat tweedekkers stabielere vleugels hadden en dus betrouwbaarder waren. Pas toen volledig metalen vliegtuigen en nieuwe ontwerpen waarbij de vleugels direct aan de romp werden bevestigd hun intrede deden, won de eendekker aan populariteit. Een andere belangrijke ontwikkeling op het gebied van de eendekker was de uitkragende liggervleugel, ontworpen door Hugo Junkers in 1915. Na de Eerste Wereldoorlog verdween de tweedekker in rap tempo, en in de Tweede Wereldoorlog had de eendekker zijn plaats vrijwel geheel overgenomen.